# Добро пожаловать в Чечню
«Добро пожаловать в Чечню» (англ. Welcome to Chechnya) — документальный фильм режиссёра Дэвида Франса о преследованиях гомосексуальных людей в Чечне, вышедший в 2020 году на телеканале HBO. Картина рассказывает истории нескольких ЛГБТ-людей, пытающихся тайно уехать из России, и активистов, которые помогают им. Одним из центральных героев фильма является Максим Лапунов — первый человек, открыто заявивший, что стал жертвой пыток в Чечне из-за гомосексуальности.
В фильме впервые в документальном кино использована технология замены лиц героев на лица актёров из соображений безопасности. Фильм получил положительные отзывы как западных, так и российских критиков. Мировая премьера картины прошла на кинофестивале «Сандэнс» в 2020 году, где она получила специальный приз жюри за монтаж. Кроме этого, фильм получил несколько наград, включая приз зрительских симпатий на Берлинском кинофестивале.

## Описание
Фильм рассказывает о систематических пытках и убийствах ЛГБТ-людей в Чечне и показывает фрагменты тайной эвакуации ЛГБТ-людей, организованной российскими активистами. Активисты Давид Истеев, координатор программы «Экстренная помощь» Российской ЛГБТ-сети, и Ольга Баранова, сотрудница Московского комьюнити-центра, вывозят людей во временные убежища в Москве или в других странах. Сначала показываются общие механизмы эвакуации, а затем — истории конкретных людей. В начале фильма Истеев рассказывает о том, как в 2017 году начались массовые пытки: после изъятия телефона у мужчины, задержанного в ходе антинаркотического рейда, полицейские выяснили, что он гей, и потребовали от него сообщить о других знакомых гомосексуалах.
Нарратив фильма фокусируется в основном на двух историях: лесбиянки «Ани», дочери чеченского чиновника, которую собственный дядя пытался заставить заниматься с ним сексом в обмен на неразглашение секрета о её гомосексуальности, и гея «Гриши» (Максима Лапунова), которого пытали в «тюрьме для геев». «Аню» вывозят из Чечни, после чего ей приходится несколько недель ждать визу на конспиративной квартире. В конце концов она не выдерживает изоляции и сбегает; с тех пор активисты ничего не знают о её судьбе. «Гриша» вместе с партнёром и семьёй уезжает из России, а затем становится первым человеком, который открыто и официально заявляет о том, что стал жертвой пыток в Чечне из-за своей гомосексуальности. В фильме кратко описывается история чеченского певца Зелимхана Бакаева, который исчез в 2017 году при невыясненных обстоятельствах.
Значительная часть картины посвящена повседневной жизни в убежищах, где люди ждут возможности окончательно выехать из России. Помимо съёмок собственно операций по вывозу людей, в фильме есть интервью традиционного формата с жертвами пыток. В фильм включено несколько любительских видео, запечатлевших эпизоды пыток и убийств ЛГБТ-людей в Чечне, в которых в том числе видны убийство девушки родственником, избиение двух мужчин, которые, предположительно, целовались в машине, и изнасилование мужчины. Эти видеоролики были переданы Франсу ЛГБТ-активистами. В фильм включён фрагмент интервью с главой Чеченской Республики Рамзаном Кадыровым, в котором тот заявляет журналистам, что в Чечне «нет таких [гомосексуальных] людей». Картина заканчивается сообщением, что активистам «Российской ЛГБТ-сети» удалось вывести из Чечни 151 беженца; 44 из них были приняты в Канаде, администрация Дональда Трампа не приняла ни одного человека. На титрах звучит песня «Rolling Stone» музыканта Thomas Mraz. По словам съёмочной команды, эту песню они услышали от одного из героев фильма, переехавшего в Торонто — для него она символизировала надежду на будущее.

## Производство
Дэвид Франс впервые заинтересовался темой преследования ЛГБТ-людей в Чечне и историями активистов, помогающих им уехать, в 2017 году, прочитав статью Марии Гессен в The New York Times. До этого он уже снял две документальные картины, посвящённые проблемам ЛГБТ-людей: «Как пережить чуму» и «Смерть и жизнь Марши П. Джонсон». Франс связался с Ольгой Барановой, которая пригласила его в Москву. После долгих переговоров Франс сумел договориться с активистами о съёмках в убежище для вывезенных людей в Москве. Многие люди, бывшие в убежище, отказались сниматься из соображений безопасности, некоторые сначала согласились, но уже после съёмок попросили не включать материал с ними в фильм. Участвовать в съёмках согласилось двадцать три человека. Франс пригласил к работе над проектом оператора Аскольда Курова, который до этого снимал документальный фильм «Дети-404» о российских ЛГБТ-подростках. Работа над фильмом началась в июле 2017 года; съёмки продолжались до февраля 2019 года. По словам Франса, он провёл на съёмках с активистами около 18 месяцев. Практически все сцены фильма снимались тайно, на скрытые камеры типа GoPro или встроенные камеры смартфонов; с них же записывался звук. Съёмочная группа состояла только из Франса и Курова; «снимали в основном на простенькую камеру для туристов, которая через bluetooth была подключена к мобильнику Аскольда, и он мог настраивать фокус и кадрировать, в то время как со стороны казалось, что он с кем-то переписывается». Бо́льшая часть сцен в Чечне была отснята без непосредственного участия Франса; он приехал в Чечню только один раз, для съёмки истории «Ани», которая снималась не Куровым, а другим оператором. Съёмочная группа соблюдала определённые правила безопасности, чтобы не привлекать внимания и не раскрывать своего статуса. Группа провела в России около восемнадцати месяцев, отсняв более ста часов материалов. При последующей работе с отснятым материалом команда также следила за тем, чтобы никто не мог получить доступ к необработанным файлам, на которых видны настоящие лица героев. Материал переносился на зашифрованных дисках; компьютеры, на которых шёл монтаж, не были подключены к Интернету. Вместо делегации части работы на аутсорс весь процесс обработки контролировался централизованно.
Во время съёмок в убежище в Москве Франс заинтересовался историей Максима Лапунова (в первой части фильма «Гриша»), который планировал впервые открыто обратиться в российскую полицию о пытках в Чечне. Лапунов долгое время отказывался показывать своё лицо и был недоволен постоянными съёмками. Позже он рассказал следующее: «Никто не понимал вообще даже, что из этого всего выйдет. Я, честно говоря, даже не знал, кто такой Дэвид Франс, пока уже не съездил на премьеру в Америку. И тогда, конечно, я понял: „Вау! А я тут на него, значит, ещё ругался очень сильно“». В итоге Лапунов написал заявление в полицию, и в фильм вошёл фрагмент пресс-конференции, на которой он впервые рассказал свою историю общественности. Во время показа съёмки пресс-конференции с лица Лапунова исчезает маска актёра, и зрителю впервые показывают его настоящие лицо и имя. В фильм не вошёл материал, показывающий жизнь беженцев на новом месте; при монтаже Франс решил сосредоточиться на «преступлениях в Чечне и работе активистов».
Франс рассказал, что бюджет фильма оказался сравнительно большим из-за затрат на обеспечение безопасности. Съёмочную группу консультировали специалисты по безопасности, знакомые с принципами работы спецслужб. По словам Франса, производство фильма спонсировали НКО, поддерживающие независимое кино, а также частные лица, семейные и публичные фонды, в числе которых Фонд Форда, Sundance Documentary Fund и Bertha Foundation. Члены команды, работавшей над фильмом, из-за эмоциональной нагрузки после окончания монтажа проходили реабилитацию с психологом.

### Эффекты
Для обеспечения анонимности героев фильма, находившихся в убежище в Москве, Франс пообещал скрыть их лица с помощью компьютерных эффектов. Ему пришлось искать способы органично скрыть их лица и одновременно сохранить оригинальные эмоции, чтобы эффекты не отвлекали зрителя и не вызывали у него эффект «зловещей долины». Изначальной идеей была анимация в технике «ротоскопия», но от неё отказались, посчитав, что она не прячет лица, а напротив, карикатурно подчёркивает черты героев. Затем Франс обратился к специалистам по «зловещей долине» из Дартмутского колледжа и одного из нью-йоркских университетов. В итоге лица героев были заменены лицами реальных актёров с помощью специальной технологии, схожей с приёмом «дипфейк», которая до этого никогда не применялась в кинематографе. В интервью изданию Time Франс назвал эту технологию «подменой лиц» (англ. face doubling). «Донорами» лиц стали 22 человека, большинство из них — ЛГБТ-активисты Нью-Йорка. Лица некоторых активистов были использованы сразу для нескольких героев, так что в итоге «замаскированы» оказались 23 героя фильма. На студии в Бруклине активистов снимали с помощью девяти камер, чтобы запечатлеть их выражения лиц. Работу осложняли маленькое разрешение и визуальные артефакты сжатия видеоматериала, отснятого на непрофессиональные камеры. Для наложения лиц актёров было разработано специальное программное обеспечение. Процессом руководил специалист по спецэффектам Райан Лейни. Монтаж и добавление компьютерных эффектов осуществляли в США, работа заняла десять месяцев. Среди тех персонажей, чьи лица не были изменены эффектами, — активисты Ольга Баранова и Давид Истеев, а также один из родственников «Гриши».
Франс заявил следующее: «Это позволяет моим героям самим рассказывать свои истории. И это возвращает им человечность таким способом, который было бы невозможно использовать в других обстоятельствах». Вокруг наложенных лиц создан небольшой ореол, который, по задумке авторов, позволяет зрителю интуитивно понять, что это не настоящее лицо. По словам Лейни, авторы хотели избежать ассоциаций с темой «дипфейков» и «фальшивых новостей», суть которых заключается в том, чтобы обмануть зрителя. В начале фильма есть сообщение о присутствии эффекта наложения лиц. Такая же технология использовалась несколько раз в фрагментах чужих видеороликов, вставленных в фильм; для одного из героев такого видео использовали лицо самого Франса. Реплики некоторых героев были переозвучены, а вместо реальных имён в фильме использовались кодовые имена. Использование подобной технологии стало новаторским приёмом в документальном кино.

## Показ
Премьера картины прошла в январе 2020 года на кинофестивале «Сандэнс», где она получила восторженные отзывы. Второй раз фильм показали на Берлинском кинофестивале; некоторые фестивальные показы сорвались из-за пандемии COVID-19. 30 июня 2020 года фильм показали на телеканале HBO; он также стал доступен для просмотра в онлайн-сервисах HBO Now и HBO Max. Франс рассказал, что хотел, чтобы фильм вышел в июне — в месяце ЛГБТ-прайда.
По словам Франса, фильм показывали мировым политикам, в том числе в парламентах европейских стран, в Европарламенте, в Капитолии США и в ООН. С начала 2020 года велись переговоры о возможном показе картины в России, в том числе на кинофестивалях «Артдокфест» и «Бок о бок». В сентябре—октябре фильм можно было посмотреть онлайн в рамках Одесского международного кинофестиваля. Вскоре после выхода на HBO в течение некоторого времени в Рунете были доступны пиратские копии фильма.
16 ноября 2020 года Русская служба Би-би-си провела онлайн-премьеру фильма в России, опубликовав его на своём канале в YouTube. Фильм стал доступен для просмотра в странах, на показ в которых Русская служба Би-би-си получила права: помимо России, это Армения, Азербайджан, Беларусь, Грузия, Казахстан, Кыргызстан, Молдова, Таджикистан, Туркменистан, Узбекистан и Украина.

## Отзывы
«Добро пожаловать в Чечню» получил положительные отзывы прессы. На сайте-агрегаторе рецензий Rotten Tomatoes фильм имеет рейтинг одобрения 100 %, основанный на 69 отзывах. На агрегаторе Metacritic фильм имеет рейтинг 86 из 100, основанный на рецензиях 17 критиков.
Журналисты отмечали, что фильм может привлечь внимание мировой общественности к проблеме преследования ЛГБТ-людей в Чечне. Франс заявил, что надеется, что фильм «вбросит эту историю обратно в заголовки СМИ».

### Критика
Многие англоязычные критики назвали фильм «документальным триллером» из-за тайных съёмок и постоянной опасности, в которой находятся герои фильма; Алонсо Дюральде в рецензии для Rolling Stone назвал его «фильмом ужасов, но вместе с тем коллективным проявлением мужества». Лея Гринблатт из Entertainment Weekly посчитала, что фильм «шокирует — как и должен. Но <…> в нём также обнаруживаются моменты нежности и юмора, и в конце даже немного надежды». Гай Лодж в рецензии для издания Variety назвал фильм «душераздирающим, но согревающим сердце» и «тревожным документальным триллером». Дэвид Руни в статье для The Hollywood Reporter назвал фильм «правдивым, эмоционально заряженным и зачастую пугающим». Жанетт Кэтсулис в рецензии для The New York Times назвала фильм «волнующим и жизненно важным обвинением в массовых преследованиях». Ноэл Мюррей из The A.V. Club посчитал, что «самое выдающееся <…> — это трезвый взгляд многих жертв на то, что с ними происходит. Некоторые из них даже не слишком винят своих мучителей, а осознают себя частью долгой традиции авторитарных режимов, которые укрепляют свою власть, находя „других“ людей и унижая их». Некоторые критики особо выделили монтаж Тайлера Уока.
Некоторые русскоязычные издания называли «Добро пожаловать в Чечню» одним из лучших документальных фильмов года. Портал Film.Ru включил его в число лучших картин первой половины 2020 года, назвав его «не только одним из лучших документальных фильмов года, но и вообще одним из важнейших фильмов последних лет».
Многие журналисты отметили технологию замены лиц героев: её называли «визионерской» и «гениальной». Гай Лодж посчитал, что «исчезновение компьютеризированного лица [Максима Лапунова] во время напряжённой пресс-конференции <…> — один из драматичных моментов фильма, заставляющий задержать дыхание», эту сцену особо выделили и другие рецензенты. Джошуа Роткопф в статье The New York Times, посвящённой использованию технологии «дипфейк» в документальном кино, заметил, что «эффект [в „Добро пожаловать в Чечню“] никогда не работает достаточно плавно. Но, возможно, он и не должен». Джуд Драй из IndieWire посчитала, что эффект от наложения лиц актёров «зловеще жизнеподобен и позволяет зрителю установить эмоциональную связь со смелыми мужчинами и женщинами, показанными на экране».

### Награды
На кинофестивале «Сандэнс» в январе 2020 года Тайлер Уок был удостоен специальным призом жюри за монтаж. Кроме того, «Добро пожаловать в Чечню» был номинирован в категории документальных фильмов, но не получил награды.
В рамках 70-го Берлинского международного кинофестиваля активисты Давид Истеев, Ольга Баранова и Максим Лапунов, изображённые в фильме, были удостоены премии «Тедди» за вклад в освещение проблемы преследования гомосексуальных людей, а сам фильм выиграл приз зрительских симпатий (программа «Панорама») и приз «Amnesty International Film» международной организации Amnesty International. На Международном фестивале документального кино в Салониках в мае 2020 года фильм получил главную награду — «Золотого Александра», а также награду Международной федерации кинопрессы и награду Mermaid Award как лучший фильм, связанный с ЛГБТ. В апреле 2021 года фильм был номинирован за «Выдающиеся вспомогательные эффекты в полнометражном кино» на премию Общества специалистов по визуальным эффектам, номинирован как «Выдающийся документальный фильм» на премию GLAAD Media Awards и как «Выдающееся достижение режиссуры в документальном кино» на премию Гильдии режиссёров Америки. В июне 2021 года фильм стал лауреатом премии BAFTA в номинации International (с англ. — «Международное [кино]»).
В ноябре 2020 года фильм получил награду за продюсирование на кинофестивале Doc NYC. В январе 2021 года Дэвид Франс, съёмочная команда и активисты были удостоены премии «Мужество в бою» (англ. Courage under Fire) Международной ассоциации документального кино.
Фильм вошёл в шорт-лист кинопремии «Оскар» 2021 года в номинациях «Лучший документальный полнометражный фильм» и «Лучшие визуальные эффекты». «Добро пожаловать в Чечню» стал первой в истории премии документальной картиной, вошедшей в шорт-лист номинации «Лучшие визуальные эффекты». В окончательный список номинантов картина не попала.
В июне 2021 года «Добро пожаловать в Чечню» стал одним из фильмов, получивших премию «Пибоди» в номинации «Документальное кино». В августе фильм был номинирован на прайм-тайм премию «Эмми» в номинации «Выдающиеся заслуги в документальном кино» (англ. Exceptional Merit In Documentary Filmmaking). Фильм также получил премию HCA TV Awards Голливудской ассоциации критиков в номинации «Лучший телевизионный документальный фильм или сериал» (англ. Best Broadcast Network or Cable Docuseries, Documentary Television Movie, or Non-Fiction Series). В сентябре было объявлено, что Дэвид Франс и Райан Лейни, специалист по эффектам, получат премию жюри «За творческий подход и новаторство» (англ. Judges Award for Creativity and Innovation) HPA Awards от Голливудской профессиональной ассоциации.

### Реакция в России
Максим Лапунов, ставший одним из главных героев фильма, рассказал в интервью телеканалу «Дождь», что фильм его впечатлил, и что, по его мнению, фильм показывает реальные события «достаточно точно».
Пресс-секретарь президента России Дмитрий Песков в июле 2020 года заявил, что политики в Кремле не собираются знакомиться с фильмом. Он прокомментировал его выход так: «Если вы считаете, что Кремлю нужно все бросить и знакомиться на HBO с сериалом про геев в России, сообщите нам. Мы считаем, что у нас много других, более важных дел. Я бы не преувеличивал значение подобных сериалов».
Власти Чечни не отреагировали на выход фильма, но на государственном телеканале «Грозный» вышел сюжет, в котором журналисты обвинили Франса в клевете и попытке «очернить самый стабильный регион России». Режиссёр-сценарист Анзор Юшаев в интервью «Чечня сегодня» резко раскритиковал фильм ещё до его выхода, назвав Франса «горе-режиссёром». Правозащитница Хеда Саратова заявила, что фильм не основан на фактах и снят для «очернения чеченского народа». Режиссёр Беслан Терекбаев также посчитал, что фильм показывает лживые события, вместе с тем заявив, что технически он сделан профессионально.
В августе 2020 года вышел выпуск YouTube-шоу Straight Talk with Gay People под названием «Чеченская война с ЛГБТ», посвящённый фильму и событиям, которые он описывает. Ведущий, журналист Карен Шаинян, в выпуске разговаривал в том числе с авторами и героями фильма «Добро пожаловать в Чечню».